# A-F Records
A-F Records is een Amerikaanse platenlabel opgericht door leden van de punkband Anti-Flag, Pat Thetic, Chris Head en Justin Sane. Het label is opgericht om punkbands met meer op politiek gerichte muziek bekend te maken bij een groter publiek. De distributie van het label wordt gedaan door Redeye Distribution.

## Bands

### Huidige bands
- Anti-Flag
- Antillectual
- All Dinosaurs
- Chris Stowe
- Edhochuli
- Endless Mike and the Beagle Club
- Justin Sane
- The Homeless Gospel Choir
- A Lovely Crisis
- White Wives
- World's Scariest Police Chases
- Worship This!

### Voormalige bands
- Darkest Hour
- Destruction Made Simple
- Endless Struggle
- Inhuman
- Inquisition
- Modey Lemon
- Morning Glory
- Much the Same
- New Mexican Disaster Squad
- Pipedown
- Red Lights Flash
- Tabula Rasa

- The Code
- The Methadones
- The Unseen
- Thought Riot
- Virus Nine
- Whatever It Takes